# 4 drame
4 drame zbirka je drama četvero mladih hrvatskih dramatičara. Tea Matanović, Espi Tomičić, Luka Vlašić i Rona Žulj autorski potpisuju ovo izdanje Akademije dramske umjetnosti Sveučilišta u Zagrebu i Studentskoga centra u Zagrebu, a koje je izdano u sklopu Male dramske biblioteke Teatra &TD.

## O knjizi
Prema riječima Tomislava Zajeca, nagrađivanog hrvatskog dramatičara, dramski su to tekstovi različitih tematskih preokupacija, kao i načina njihova oblikovanja. Tekstovi ulaze u zanimljiv međusobni dijalog, kroz koji pratimo neprekidno pulsiranje između duboko intimnih uvida i njihove javne prezentacije, odabira motiva koji su uvijek provokativni po svojoj angažiranoj opni i načina na koji uvezuju narativ. Kroz knjigu je dostupan presjek tematskih tendencija u dramskome stvaralaštvu, kao i duboko zarezivanje u najbitnija čvorišta naše stvarnosti. Autori su izabrali teme koje svjesno pogađaju aktualnost trenutka.